# Fausto Trávez Trávez
Fausto Gabriel Trávez Trávez OFM (ur. 18 marca 1941 w Toacazo) – ekwadorski duchowny katolicki, franciszkanin, arcybiskup metropolita Quito w latach 2010–2019.

## Życiorys
Święcenia kapłańskie otrzymał 12 grudnia 1970 w zakonie franciszkanów. Był m.in. założycielem młodzieżowego ruchu franciszkańskiego, a także ministrem ekwadorskiej prowincji zakonnej.

### Episkopat
1 lutego 2003 został mianowany wikariuszem apostolskim wikariatu Zamora oraz biskupem tytularnym Sullectum. Sakry biskupiej udzielił mu 15 marca 2003 arcybiskup Alain Lebeaupin - ówczesny nuncjusz apostolski w Ekwadorze. 
27 marca 2008 został mianowany biskupem Babahoyo. Ingres odbył się 24 maja 2008.
11 września 2010 Benedykt XVI mianował go arcybiskupem Quito. Zastąpił na tym stanowisku przechodzącego na emeryturę kardynała Raúla Eduardo Vela Chiriboga. Paliusz otrzymał z rąk papieża Benedykta XVI w dniu 29 czerwca 2011. W latach 2014–2017 był przewodniczącym Konferencji Episkopatu Ekwadoru.
5 kwietnia 2019 papież przyjął jego rezygnację z pełnionego urzędu złożoną ze względu na wiek.